# Nishada benjammea
Nishada benjammea är en fjärilsart som beskrevs av Walter Karl Johann Roepke 1946. Nishada benjammea ingår i släktet Nishada och familjen björnspinnare. Inga underarter finns listade i Catalogue of Life.